# Bosco (drag queen)
Blair Constantino, nascut l'11 de juny del 1993 i més conegut com a Bosco, és una intèrpret de drag nord-americana que va competir a la catorzena temporada de RuPaul's Drag Race el 2022.

## Primers anys de vida
Constantino va ser criada per músics a Great Falls, Montana. Ella va rebre entrenament formal de dansa a una edat jove. Va ser introduïda a la formació d'arts performatives, específicament a la formació de dansa formal.
Costantino va ser perfilada a la Tribune després de rebre el títol de Dance Educators of America Senior Boy, classificant-se a la competició nacional de Las Vegas, Nevada el 2010. El seu solo de tap a " Fly Me to the Moon " de Frank Sinatra va rebre el màxim premi concedit pels jutges.

## Carrera
El nom drag de Constantino, Bosco, es pren del seu gos mort com a homenatge a ell, afirmant en broma que "Ja no l'utilitza, és mort, així que ara és meu". Constantino va actuar en drag per primera vegada el 2018. Bosco coorganitza un programa d' drag setmanal al Queer Bar de Seattle, Washington. 
El 2022 va competir a la catorzena temporada de RuPaul's Drag Race. En els episodis cinquè, novè i tretzè de la temporada, Bosco va guanyar els principals reptes, guanyant tres premis en metàl·lic de 5.000 dòlars EUA. Va quedar en tercera posició, juntament amb Daya Betty i Angeria Paris VanMichaels.

## Vida personal
Constantino viu a Seattle des del 2015. Constantino fa servir els pronoms «she» i '«They» quan no està com a drag i «she» com a drag. Va sortir com a dona transgènere el febrer de 2022, després d'haver començat la seva transició després de filmar Drag Race.